# Gobisaurus
Gobisaurus („ještěr z Gobi“) je rod dávno vyhynulého ankylosauridního dinosaura, který žil asi před 92 miliony let (geologický stupeň turon) v období svrchní křídy.

## Objev
Lebka a některé postkraniální elementy kostry byly objeveny v sedimentech ze souvrství Ulansuhai (Nei Mongol Zizhiqu) v Číně. Holotyp IVPP V12563 byl objeven již čínsko-sovětskou paleontologickou expedicí do pouště Gobi v letech 1959-1960.

## Popis
Na délku měřil Gobisaurus asi 5 až 6 metrů a dosahoval hmotnosti kolem 3500 kg. Jeho lebka je poměrně velká, měří 46 cm na délku a 45 na šířku, což nasvědčuje relativně mohutnému dinosaurovi. Gobisaurus se v mnoha znacích (především na lebce) podobá příbuznému rodu Shamosaurus, který je však podstatně geologicky starší. Typový druh G. domoculus byl formálně popsán v roce 2001 a je stále jediným známým druhem tohoto rodu. Mladším synonymem by mohl být rod Zhongyuansaurus, popsaný roku 2007 z Číny.